# 興教門の変
興教門の変（こうきょうもんのへん）とは、中国の五代後唐の同光4年4月1日（926年5月15日）に洛陽で発生した政変である。この事件により、後唐の初代皇帝である荘宗（李存勗）が殺害された。興教門とは、洛陽の宮門のことである。

## 概要

### 反乱までの経緯
同光元年（923年）に李存勗は後梁を滅ぼし、皇帝に即位して荘宗となった。これにより、後唐が成立する。
かつての大王朝であった「唐」の国号を選んだのは、荘宗の父・李克用が唐王朝から李姓を与えられていたこと、そして荘宗自身が唐の体制復活に熱心で、その文化に憧れていたからであった。荘宗やその父・李克用のライバルで、後梁の太祖だった朱全忠は唐から禅譲を受けて後梁を成立させた際、宦官を徹底的に粛清し、貴族制度を解体して消滅させるなどしていたが（白馬の禍）、荘宗はそれを復活させていったのである。
荘宗の政治は以下のようなものであった。
- 自らの天下を「李天下」と称し、宮廷生活を華美にして贅沢の限りを尽くした。
- 貴族制度を復活させた。
- 宦官を重用し、それを後唐軍の各軍に対して監軍として送り込んだ。
- 宮廷生活を華美にして贅沢の限りを尽くすということは、多大な出費が必要となる。荘宗はその出費のための金集めを腹心の孔謙に任せた。孔謙は厳しく人民から徴税してかき集め、荘宗は孔謙の能力を評価して宰相に任命し、重用した。もともと荘宗は軍人としての才能は高かったが、政治に関しては父の李克用と同じように欠けており、皇帝に即位してからは政治に無関心で孔謙に任せきりになったので、孔謙はそれを良いことに過酷な法令を定めて搾取に励んだ。

上記のような悪政を繰り返した結果、各地で不満が増大した。
同光3年（925年）、荘宗は皇太子の李継岌に郭崇韜を付けた軍を四川に送り、その地方を支配していた前蜀を滅ぼした。これにより後唐の勢力はさらに拡大したが、戦後に問題が発生した。皇太子の監軍として従軍していた宦官の李環が、不仲だった郭崇韜に謀反の疑いありと皇太子に讒言。皇太子はこれを洛陽の荘宗の下に報告し、指示を仰いだ。郭崇韜は前蜀を事実上滅ぼした有能な名将であったが、政治を顧みなかった荘宗を何度も諫言したりもしていたので、荘宗からも快く思われていなかった。結局、様々な経緯があって郭崇韜は一族もろとも処刑されたが、これが原因で遂に後唐各地で反乱が起こりだした。

### 興教門の変
同光4年（926年）、荘宗は各地で起こる反乱に対して、義兄の李嗣源に軍を預けて鎮圧するように命じた。ところが、荘宗は自らの華美な生活を維持するために軍に対する給料までケチっていたことから、軍内からも信望をすっかり失っており、鎮圧軍はその途上で司令官である李嗣源を逆に皇帝として推戴。李嗣源もこれを受けて、鎮圧軍は逆に反乱軍に変貌してしまった。陳舜臣は「若い頃は優秀だった荘宗も、この頃には既にすっかりダメになっていた」と評している。
李嗣源の謀反を知った荘宗は、自ら禁軍や残った軍勢を率いて反乱軍を鎮圧しようとした。しかし相次ぐ離反で洛陽は孤立して食糧にすら事欠くようになり、また禁軍にしても給料をケチる荘宗に対する忠誠心などすっかり失っており、このまま荘宗と運命を共にするなど御免という気持ちが強かった。そして禁軍までが遂に洛陽で反乱を起こし、荘宗はこの反乱によって李嗣源の反乱軍が洛陽に来るより前に弑逆されてしまった。

### その後
荘宗が弑逆された際、四川にいた皇太子の李継岌は、軍勢を率いて洛陽に戻ろうとした。しかし、李嗣源はこれを待ち受けており、渭水でこれを打ち破って滅ぼした。こうして、李嗣源は後唐の第2代皇帝となった。
その後、李嗣源は陳舜臣曰く「荘宗と全く逆のことをしただけで名君となれた」と言うように、荘宗時代の宰相・孔謙を処刑し、宦官を粛清し、生活を質素にして貴族制も再度解体した。こうして後唐は一時的な中興を見たが、李嗣源は既に即位時点で高齢だったのでその在位はわずか7年ほどでしかなく、結局李嗣源が亡くなると後唐は再度乱れて、荘宗の死からわずか10年後に滅ぶことになった。